# SPIE SA
SPIE SA, de estilo corporativo Spie, es una empresa francesa especializada en los campos de la ingeniería eléctrica, mecánica y climática, la energía y las redes de comunicación. Su negocio es la asistencia a la producción, operación y mantenimiento de equipos industriales. Spie cotiza en bolsa con el código SPIE.
La empresa está ubicada en Cergy-Pontoise, cerca de París.

## Historia
La Spie tiene una doble origen: por un lado, la Société de construction des Batignolles fundada en 1871 por Ernest Goüin, y por otro lado, la Société parisienne pour l'industrie des chemins de fer et des tramways électriques (SPICF), también conocida como "la Parisienne électrique", fundada en 1900 por el barón Empain. 